# Rebreather

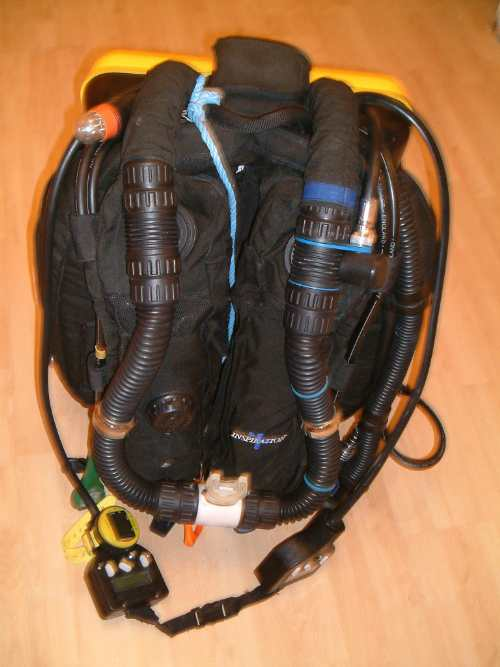
Exempel på en rebreather.

Rebreather (svenska: återandningsapparat) är en apparat för undervattensbruk som återanvänder andningsgasen helt eller delvis. Utandningsgasen renas på koldioxid med hjälp av en scrubber; ett kemiskt filter bestående av en blandning av vanligtvis kalciumhydroxid, natriumhydroxid, och ibland litiumhydroxid. Även andra tillsatser används.
Förutom scrubber består apparaten av en eller två motlungor som tillåter dykaren att andas i en jämn cykel, slangar och ett speciellt munstycke med ventiler som bestämmer andningsgasens flödesriktning. Många men inte alla rebreathers innefattar även elektroniska komponenter som kan analysera andningsgasen, räkna ut dekompressionsbehov samt räkna ut gasförbrukning. I elektroniskt styrda apparater styr en eller flera datorer över dessa funktioner.

## Typer av rebreathers

### Oxygenrebreather
Denna typ cirkulerar ren syrgas som andningsgas, och används företrädesvis av militären. Eftersom apparaten enbart behöver ett enda tryckkärl, och dessutom inte behöver reglera gasblandningen, så kan dessa göras små och kompakta. Till skillnad från halvslutna apparater så släpper de inte heller ut några bubblor, vilket gör dem lämpliga till militärt bruk.
På grund av risken för syrgasförgiftning så kan inte apparatern användas på större djup än ca 6 m och dyktiden måste dessutom begränsas till omkring 45 minuter.

### Halvsluten rebreather
Denna typ av rebreather släpper kontinuerligt ut en del av andningsgasen i vattnet samtidigt som färsk, färdigblandad gas tillförs systemet. Tillförseln av färsk gas kan göras på främst två olika sätt: genom kontinuerligt massflöde (CMF) eller genom att på mekanisk väg dumpa en viss fraktion av varje andetag (PASCR).
Denna apparat kan dykas till större djup än en syrgasrebreathern, i praktiken dock inte djupare än omkring 60 m eftersom gasblandningen som används måste vara andningsbar både på ytan och på maximalt dykdjup. Jämfört med helslutna apparater så är den halvslutna apparaten enklare uppbyggd eftersom syrgashalten inte behöver regleras. Den förbrukar dock betydligt mer gas än både syrgasrebreathern och den helslutna rebreathern, och ger dessutom inte optimal syrgashalt i andningsgasen förutom på det maximala dykdjupet.

### Helsluten rebreather
Denna typ av apparat återcirkulerar all gas samtidigt som det syre som dykaren förbrukar ersätts. Till skillnad från oxygenrebreathern, som tekniskt sett också är helsluten, så har denna apparat två tryckkärl: en med ren syrgas och en med en så kallad diluentgas. Diluentgasen har vanligtvis en relativt låg syrgashalt (21% eller mindre), och tillförs vid nedstigning för att kunna upprätthålla en tillräckligt stor volym av andningsgas i apparaten utan att höja syrgashalten för mycket. Diluentgasen kan också, i de flesta apparater, tillföras manuellt i en så kallad "flush" för att sänka halten av syrgas eller koldioxid i andningsgasen om ett fel skulle uppstå.
Till skillnad från syrgasrebreathern så har denna apparat i princip ingen djupbegränsning, utan kan dykas till mycket stora djup (nuvarande rekord är 270 m) med rätt val av diluentgas. Istället blir den begränsande faktorn den totala dyktiden. En nackdel med dessa apparater är dock att syrgashalten i andningsgasen måste mätas kontinuerligt för att apparaten ska kunna ersätta den syrgas som förbrukas. Detta gör apparaten mer komplex än de andra typerna.

## Fördelar med rebreather
Fördelarna som förespråkas är lägre gasförbrukning, varm och fuktig andningsgas, mindre dekompressionsbehov på grund av optimal gasblandning med mera. Ju större dykdjup, desto mer effektiv är rebreathern jämfört med traditionell (öppen) dykutrustning, vad gäller gasförbrukningen. På ett dyk till exempelvis 100 m djup, så förbrukar man cirka 200 liter ytekvivalent andningsgas per minut på ett öppet system, medan en helsluten rebreather i princip bara behöver ersätta den lilla mängd syre som metaboliseras i kroppen - vanligtvis omkring 1 liter ytekvivalent syrgas per minut vid normal fysisk ansträngning.

## Nackdelar med rebreather
Till rebreatherns nackdelar talar en förhöjd olycksrisk eftersom den kan orsaka tre olika typer av medicinska tillstånd som normalt inte kan uppstå med öppen dykutrustning, nämligen hypoxi, hyperoxi, och hyperkapni. Under vatten blir dessa tillstånd mycket farliga eftersom dykaren riskerar att tappa medvetandet och drunkna.